# MVV in het seizoen 1971/72
Het seizoen 1971/1972 was het 18e jaar in het bestaan van de Maastrichtse betaaldvoetbalclub MVV. De club kwam uit in de Eredivisie en eindigde daarin op de 10e plaats. Tevens deed de club mee aan het toernooi om de KNVB Beker, hierin werd in de tweede ronde verloren van FC Den Haag-ADO (1–2).

## Wedstrijdstatistieken

### Eredivisie
|       | FC Den Bosch '67 | Ajax  | DWS   | Excelsior | Feyenoord | Go Ahead | FC Groningen | FC Den Haag-ADO | NAC   | N.E.C. | PSV   | Sparta | Telstar | FC Twente '65 | FC Utrecht | Vitesse | Volendam |
| ----- | ---------------- | ----- | ----- | --------- | --------- | -------- | ------------ | --------------- | ----- | ------ | ----- | ------ | ------- | ------------- | ---------- | ------- | -------- |
| Thuis | 0 – 3            | 1 – 1 | 2 – 0 | 3 – 0     | 0 – 2     | 3 – 1    | 2 – 2        | 2 – 0           | 2 – 1 | 0 – 1  | 1 – 1 | 3 – 0  | 1 – 2   | 1 – 1         | 0 – 1      | 0 – 0   | 1 – 0    |
| Uit   | 8 – 0            | 2 – 3 | 2 – 3 | 1 – 1     | 2 – 0     | 1 – 1    | 1 – 0        | 3 – 3           | 2 – 1 | 0 – 0  | 0 – 1 | 3 – 0  | 1 – 0   | 2 – 0         | 1 – 0      | 1 – 1   | 1 – 0    |

### KNVB beker
| 1e ronde                                        | FC VVV            | 0 – 1 (0 – 0) | MVV                                     |
| 9 januari 1972 Plaats: Venlo De Kraal           |                   |               | 65' Willy Brokamp                       |
| 2e ronde                                        | MVV               | 1 – 2 (1 – 1) | FC Den Haag-ADO                         |
| 12 februari 1972 Plaats: Maastricht De Geusselt | Willy Brokamp 12' |               | 10' Wietze Couperus 47' Sjaak Roggeveen |

## Statistieken MVV 1971/1972

### Eindstand MVV in de Nederlandse Eredivisie 1971 / 1972
| Stand | Gespeeld | Gewonnen | Gelijk | Verloren | Punten | Doelpunten voor | Doelpunten tegen |
| ----- | -------- | -------- | ------ | -------- | ------ | --------------- | ---------------- |
| 10e   | 34       | 10       | 10     | 14       | 30     | 36              | 47               |

### Topscorers
| #      | Naam               | Goal |
| ------ | ------------------ | ---- |
| 1.     | Willy Brokamp      | 12   |
| 2.     | Bennie Redel       | 6    |
| 3.     | Jo Bonfrère        | 4    |
| 3.     | Johan Dijkstra     | 4    |
| 3.     | Ivan Mráz          | 4    |
| 6.     | Peter Pleumeekers  | 3    |
| 7.     | Nico Mares         | 1    |
| 7.     | Jan den Rooijen    | 1    |
| 7.     | Alexander Skotarek | 1    |
| Totaal | Totaal             | 36   |

| #      | Naam          | Goal |
| ------ | ------------- | ---- |
| 1.     | Willy Brokamp | 2    |
| Totaal | Totaal        | 2    |

## Voetnoten
Ajax ·
FC Den Bosch '67 ·
DWS ·
Excelsior ·
Feyenoord ·
Go Ahead Eagles ·
FC Groningen ·
FC Den Haag-ADO ·
MVV ·
NAC ·
N.E.C. ·
PSV ·
Sparta ·
Telstar ·
FC Twente '65 ·
FC Utrecht ·
Vitesse ·
Volendam